# Antoni Mączak
Antoni Mączak (ur. 30 marca 1928 we Lwowie, zm. 6 marca 2003 w Warszawie) – polski historyk nowożytności. Członek Polskiej Akademii Nauk, Królewskiej Duńskiej Akademii Nauk i Academia Europea w Londynie. Przewodniczący Rady Naukowej Ośrodka Studiów Brytyjskich Uniwersytetu Warszawskiego. Członek korespondent Polskiej Akademii Umiejętności. Wykładał w wielu ośrodkach akademickich na świecie, między innymi w Szwecji, USA i Kanadzie. Patrzył na dzieje Polski przez pryzmat historii powszechnej. Pisał prace z zakresu historii Polski i Europy, zwłaszcza historii gospodarczej, politycznej i społecznej.

## Życiorys
Urodził się we Lwowie w rodzinie o tradycjach naukowych i pedagogicznych. Jego ojciec był nauczycielem akademickim we Lwowie i dyrektorem liceum. Brał udział w powstaniu warszawskim. W 1947 roku ukończył Państwowe Gimnazjum i Liceum im. Stefana Batorego w Warszawie. Uczeń Mariana Małowista, w pierwszych dekadach swej aktywności naukowej poświęcił się studiom nad historią gospodarczą. Jego rozprawa doktorska dotyczyła sukiennictwa wielkopolskiego w XVII w., a habilitacyjna – gospodarki chłopskiej na Żuławach Malborskich. Ojciec (także Antoni) był pierwszym dyrektorem powstałego w 1945 r. Zespołu Państwowych Szkół Plastycznych im. Wojciecha Gersona w Warszawie (wtedy Liceum Plastyczne w Łazienkach). Matka Maria (ur. 1897) z domu Domaszewska była po matce Bronisławie (1860–1933) wnuczką prof. Karola Estreichera sen. (1827–1908).
Był młodszym kolegą „książąt” polskiej historii: Aleksandra Gieysztora, Stefana Kieniewicza, Tadeusza Manteuffla. Swoją karierę naukową związał z Uniwersytetem Warszawskim, choć ukończył również University of Cambridge, a wykładał w USA i Kanadzie.
Od 1950 pracował w Instytucie Historycznym UW kolejno jako asystent stażysta, asystent, adiunkt, docent, profesor nadzwyczajny, profesor zwyczajny od 1981. W latach 1980–1987 pełnił funkcję dyrektora Instytutu. Na uniwersytecie przewodniczył również Radzie Naukowej Ośrodka Studiów Brytyjskich, był zaangażowany w prace Komisji Bibliotecznej UW. Członek Rady Redakcyjnej Przeglądu Historycznego.
Członek Polskiej Akademii Umiejętności, a od 2002 r. członek korespondent PAN. Wykładał w wielu ośrodkach akademickich na świecie, m.in. w University of Illinois at Champaign-Urbana, University of Notre Dame, McGill University. Był członkiem Historisches Kolleg w Monachium, Commission Internationale pour la Publication des Sources de l’Historie Europeenne, Academie Europeenne des Sciences et des Lettres, Collegium Invisibile. Współtworzył redakcję pisma historycznego „Journal of History of Travel and Tourism”.
Był członkiem Polskiej Zjednoczonej Partii Robotniczej. W latach 60. pełnił funkcję I sekretarza Komitetu Uczelnianego PZPR na Uniwersytecie Warszawskim. 23 sierpnia 1980 dołączył do apelu 64 uczonych, pisarzy i publicystów do władz komunistycznych o podjęcie dialogu ze strajkującymi robotnikami.

## Prace
Jego książka „Rządzący i rządzeni” (wyd. 2 popr. 2002) jest jedną z ważniejszych publikacji polskiej historiografii z lat 80. W niej prof. Mączak odszedł od marksowskiego dogmatu i analizował problem klientelizmu, pokazując różnice w rozwoju Polski i Europy i przyczyny upadki Polski: „Klientela” (2000, wyd. 2). Szerokiemu gronu czytelników Antoni Mączak był znany dzięki książce „Życie codzienne w podróżach po Europie XVI–XVII wieku”. „Życie…” zostało przetłumaczone na język angielski.
Do innych prac prof. Mączaka należą m.in. „Społeczeństwo polskie X–XX w.”, „Historia gospodarcza Polski do 1939 r.”, „Encyklopedia historii gospodarczej Polski”. Był także redaktorem wielu innych prac, m.in. „Europa i świat w początkach epoki nowożytnej”, „Odkrywanie Europy”, „Historia Europy”. Książka „Historia jest we mnie” zawiera zapisy audycji radiowych i popularyzujące artykuły.

## Uczniowie
Do uczniów A. Mączaka zaliczają się m.in. Stefan Ciara, Michał Cichy, Dominik Golec, Kazimierz Gutaker, Marcin Kamler, Andrzej Klonder, Dariusz Kołodziejczyk, Michał Kopczyński, Antoni Macierewicz, Adam Manikowski, Anna Michałowska-Mycielska, Andrzej Pośpiech, Wojciech Tygielski, Zofia Zielińska.

## Opracowania
- Dariusz Kołodziejczyk, In memoriam: Antoni Mączak 30 III 1928 – 6 III 2003, „Roczniki Dziejów Społecznych i Gospodarczych” 63 (2003), s. 221–224.
- Tomasz Siewierski, Antoni Mączak jako historyk podróży, „Przegląd Humanistyczny”, 45 (2011), nr 1, s. 5–16.